# Arco adintelado

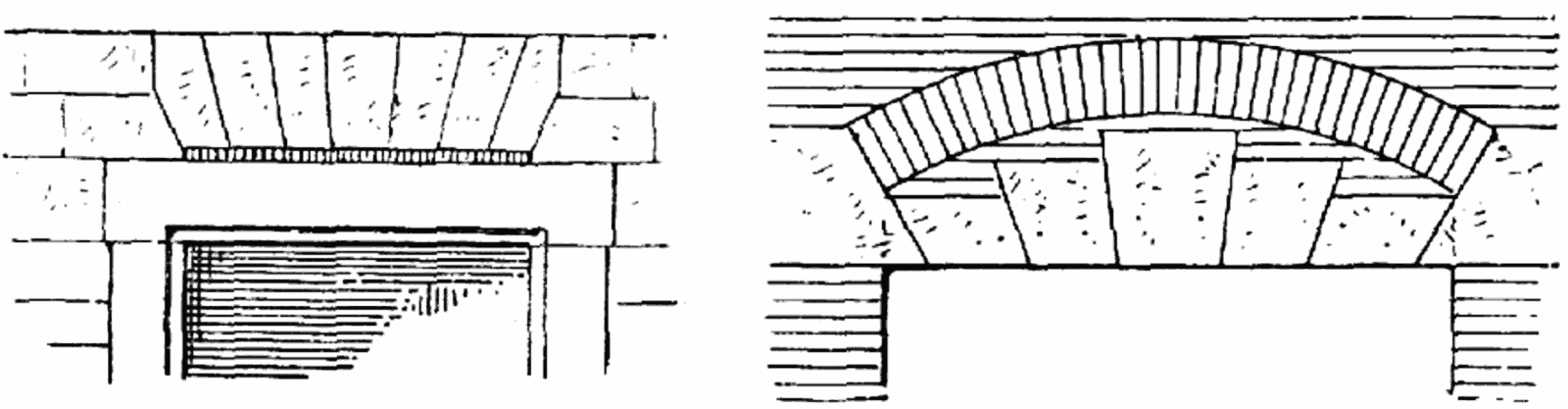
Ejemplos de arcos adintelados, con su estructura en dintel dovelado.

El arco adintelado (también se denomina arco plano) es un tipo de arco que no presenta curvatura, asemejándose por ello a simple vista a un dintel o arquitrabe, de tal manera que es el arco más rebajado posible. Al igual que todos los arcos, las piezas que lo componen trabajan a compresión, aunque esta tipología no tiene tanta capacidad portante como el resto y transmite mucho más empuje horizontal en los arranques.